# Аксаковська сільська рада (Белебеївський район)
Акса́ковська сільська рада (рос. Аксаковский сельский совет) — муніципальне утворення у складі Белебеївського району Башкортостану, Росія. Адміністративний центр — село Аксаково.

## Населення
Населення — 3762 особи (2019, 3832 в 2010, 3671 в 2002).

## Склад
До складу поселення входять такі населені пункти:
| Населений пункт | Населення, осіб (2002) | Населення, осіб (2010) |
| --------------- | ---------------------- | ---------------------- |
| Аксаково, село  | 3173                   | 3131                   |
| Надеждино, село | 498                    | 701                    |